# Cantón de Châtillon-sur-Indre
El cantón de Châtillon-sur-Indre era una división administrativa francesa, que estaba situada en el departamento de Indre y la región de Centro-Valle de Loira.

## Composición
El cantón estaba formado por diez comunas:
- Arpheuilles
- Châtillon-sur-Indre
- Cléré-du-Bois
- Clion
- Fléré-la-Rivière
- Le Tranger
- Murs
- Palluau-sur-Indre
- Saint-Cyran-du-Jambot
- Saint-Médard

## Supresión del cantón de Châtillon-sur-Indre
En aplicación del Decreto n.º 2014-178 de 18 de febrero de 2014, el cantón de Châtillon-sur-Indre fue suprimido el 22 de marzo de 2015 y sus 10 comunas pasaron a formar parte del nuevo cantón de Buzançais.